# Eduardo Mata
Eduardo Mata (Città del Messico, 5 settembre 1942 – Cuernavaca, 4 gennaio 1995) è stato un direttore d'orchestra e compositore messicano.

## Biografia
Si iscrisse molto presto al Conservatorio Nacional de Música della sua città, dove dal 1960 al 1963 studiò composizione con Carlos Chávez, Héctor Quintanar e Julián Orbón. Nel 1964 ricevette la Koussevitzky Memorial Fellowship, che gli permise di studiare al Berkshire Music Center (ora Tanglewood Music Center), dove frequentò i corsi di Max Rudolf e Erich Leinsdorf per la direzione d’orchestra e di Gunther Schuller per la composizione. 
Negli anni ’50 e ’60 compose diversi brani, incluse tre sinfonie e brani di musica da camera, che includono Sonate per Pianoforte e per Violoncello e Pianoforte. La Terza Sinfonia e alcuni brani hanno avuto realizzazioni discografiche.
Nel 1965 fu nominato a capo del Dipartimento di Musica della UNAM e direttore dell'Orquesta Filarmónica de Jalisco a  Guadalajara. Diresse anche l’orchestra dell’Università, che più tardi divenne la OFUNAM. Nel 1972 lasciò il Messico per l’incarico di Direttore Principale dell’Orchestra Sinfonica di Phoenix, in Arizona, dove l’anno successivo fu nominato Direttore Musicale. Rimase in carica fino alla stagione 1977/1978. 
Nel 1965 fu fra i fondatori della Sociedad Mahler, di cui fu in seguito presidente, e nel 1975 diresse l’Orchestra Sinfonica Nazionale del Messico nella prima esecuzione delle Sinfonie di Mahler in Messico.
Dal 1977 al 1993 fu Direttore Musicale dell’Orchestra sinfonica di Dallas, dove si adoprò per la costruzione del Morton H. Meyerson Symphony Center che fu inaugurato nel 1989 e direttore ospite in diverse orchestra negli USA, Europa e America Latina. Ha registrato una cinquantina di dischi, per etichette quali Dorian, RCA, Pro Arte, Telarc e Vox labels, molti dei quali con la OFUNAM, l’Orchestra sinfonica di Dallas e la  London Symphony. Negli ultimi anni aveva registrato diverse opere di compositori Sudamericani con l’Orchestra Sinfonica Simon Bolivar, di cui fu Direttore Ospite Principale e Consigliere Artistico. Era stato nominato Direttore Principale della New Zealand Symphony Orchestra, incarico che avrebbe dovuto prendere nel gennaio 1995, quando morì.
Nei suoi ultimi anni diresse anche al Maggio Musicale Fiorentino, con un Rigoletto nel 1989 ed alcuni concerti sinfonici.

## Morte
La mattina del 4 gennaio 1995, insieme alla compagna Marina Anaya, Mata stava pilotando il suo aereo, un Piper PA-61 Aerostar (Ted Smith 601) da Cuernavaca verso Dallas. Secondo quanto riportato dall’Archivio del Bureau of Aircrafts Accidents, poco dopo il decollo l’aereo perse un motore e precipitò mentre il pilota tentava un atterraggio d’emergenza.